# Marcin Karas
Marcin Karas (ur. 22 maja 1971 w Krakowie) – polski filozof, profesor Uniwersytetu Jagiellońskiego zatrudniony w Zakładzie Filozofii Polskiej Instytutu Filozofii. Pełnomocnik dziekana Wydziału Filozoficznego UJ ds. kształcenia doktorantów. Członek rady naukowej w czasopismach: Pro Fide i „Rocznik Tomistyczny”. Zajmuje się głównie badaniami z historii filozofii średniowiecznej i historii idei, kosmologią wczesnonowożytną oraz filozofią dziejów.

## Wybrane publikacje książkowe
- Wyznania wiary i główne zasady doktrynalne. Katolicyzm, wydawnictwo, „FHG Tondera”, Kraków 2000, (wybór dokumentów, wstępy, opracowanie).
- Koncepcja czasu Williama Ockhama. Z dziejów konceptualizmu w XIV wieku, wydawnictwo „Ages”, Kraków 2003, (rozprawa doktorska).
- Natura i struktura wszechświata w kosmologii św. Tomasza z Akwinu, Wydawnictwo Uniwersytetu Jagiellońskiego, Kraków 2007, (rozprawa habilitacyjna).
- William Ockham, Traktat o predestynacji. Tłumaczenie i komentarz, w serii: Klasyka myśli filozoficznej, t. III, wydawnictwo „Ośrodek Myśli Politycznej”, Kraków 2007.
- Integryzm Bractwa Kapłańskiego św. Piusa X. Historia i doktryna rzymskokatolickiego ruchu tradycjonalistycznego, wydawnictwo „Księgarnia Akademicka”, Kraków 2008.
- Z dziejów Kościoła. Ciągłość i zmiana w Kościele rzymskokatolickim w XIX i XX wieku, Wydawnictwo Diecezjalne, Sandomierz 2008.